# Sambo
Sambo (em russo: самбо) é uma arte marcial e esporte de combate moderno originariamente desenvolvida na União Soviética no início do século XX e reconhecida como esporte pela URSS desde 1938.
SAMBO é um acrônimo de "CAMозащита Без Oружия" (SAMozashchita Bez Oruzhiya [pronuncia-se Orujiya]), que em tradução livre pode significar "autodefesa sem armas". É um sistema de luta agarrada com elementos da Luta livre e Judô, com algumas modalidades incluindo ainda golpes traumáticos (socos e chutes). O seu uniforme é conhecido como Kurtka ou Sambovka e é semelhante ao Keikogi, mas tem calças mais curtas para facilitar leglocks e nos pés se usam sapatilhas de wrestling.
Foi desenvolvido pelos professores Vasili Oshchepkov e Viktor Spiridonov. Oshchepkov estudou Judô no Japão, sob a tutela de seu fundador Jigoro Kano. Posteriormente foi desenvolvido pela NKVD e o Exército Vermelho para combate corpo a corpo e defesa pessoal de suas tropas.
O Sambo é governado internacionalmente por duas federações: a FIAS (Federação Internacional Amadora de Sambo) e é um "estilo associado" da United World Wrestling (UWW). É um esporte reconhecido pelo Comitê Olímpico Internacional e pode se tornar um Esporte olímpico se aprovado pelo Comitê.

## História

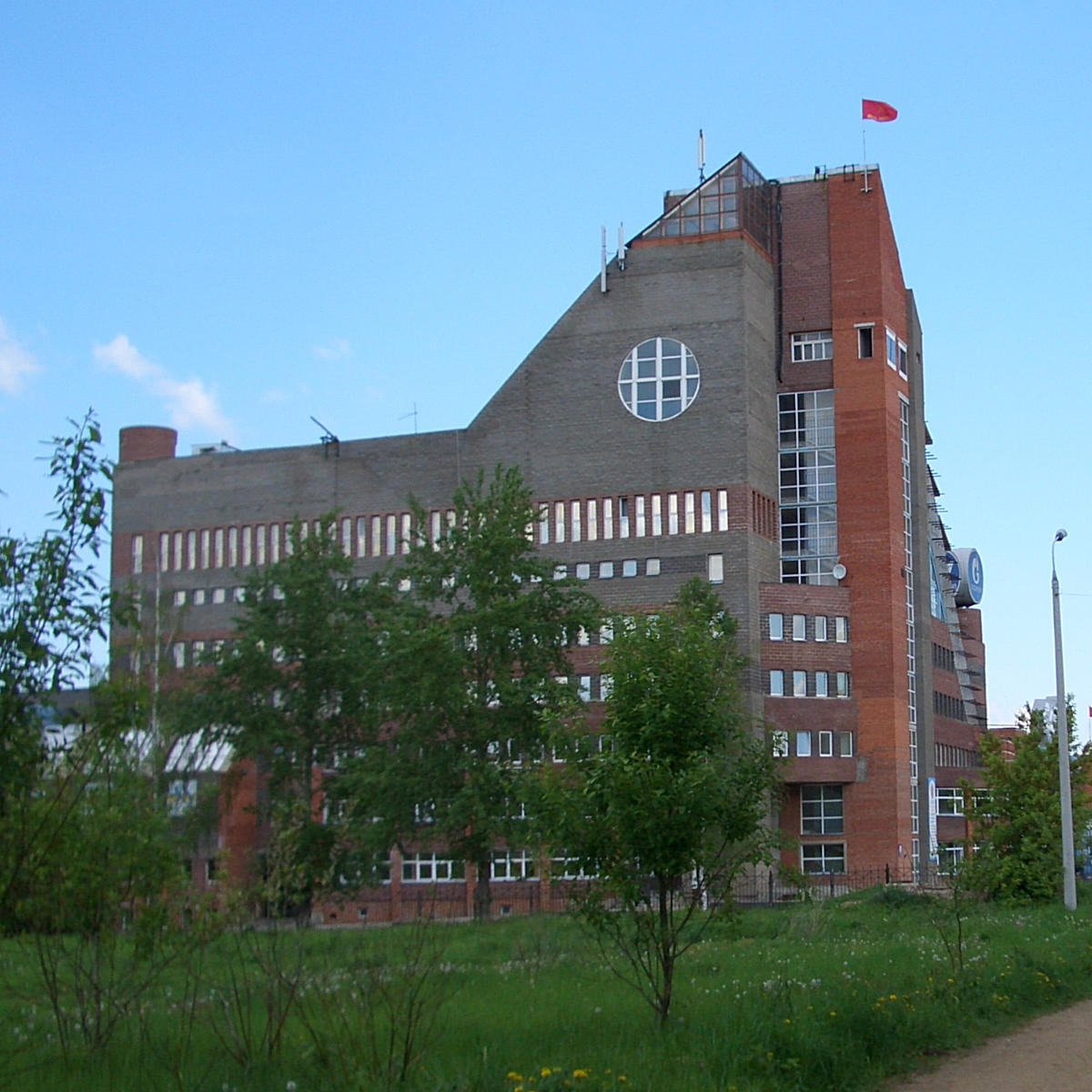
Academia Mundial de Sambo em Kstovo, Rússia

O sambo originou-se da junção de técnicas de autodefesa criadas ao mesmo tempo, porém independentemente, por Vasili Oshchepkov (1892-1937) e Viktor Spiridonov (1881-1943), técnicas estas com o mesmo nome (Sambo) porém com estilos diferentes.
O estilo proposto por Spiridonov, um notório pesquisador de lutas, possuía raízes no boxe, no savate, na luta olímpica (a luta greco-romana e a luta livre), estilos de wrestling tradicionais eslavas, o aikijujutsu japonês e principalmente no Shuai Jiao. Spiridonov foi o primeiro a desenvolver técnicas relacionadas ao sambo.
A influência Oshchepkov eram o tenjin shin'yō-ryū e o kitō-ryū (escolas do aikijujutsu), além do judô. O estilo proposto por Oshchepkov é o que mais se assemelha ao sambo atual. Oshchepkov foi executado em 1937, durante o sistema de expurgos políticos promovidos pelo regime de Stalin, acusado de ser um "espião japonês".
Anatoly Kharlampiev (1906-1979), aluno de Oshchepkov, aprimorou o estilo proposto pelo mestre, compilando ainda as técnicas de Spiridinov. Foi também o responsável pelo reconhecimento da arte marcial junto ao comitê de esportes da URSS. Por suas contribuições técnicas e políticas, é reconhecido, por vezes, como criador do Sambo contemporâneo.
Entretanto, não há um consenso universal sobre a existência de um criador único do Sambô.

## Organização desportiva

### Federações internacionais
Em 1968, a Federação Internacional de Lutas Associadas (FILA) aceitou o Sambo como estilo internacional de luta, juntamente com a Luta Greco-Romana e a Luta Livre, modalidades estas já consagradas como olímpicas.
No ano de 1985, a comunidade de Sambo formou a sua própria organização, a Federação Internacional Amadora de Sambo (FIAS)
Em 1993, a FIAS dividiu-se em duas organizações, ambas utilizando o mesmo nome e logotipo. Estes dois grupos eram referidos como FIAS oriental (sob controle russo) e FIAS ocidental (sob controle norte-americano).
Doze anos mais tarde, em 2005, a FILA conseguiu um acordo com a FIAS ocidental e reassumiu a jurisdição sobre o sambo.
A FILA vem perdendo sua força junto ao sambo, o que pode ser notado no website da entidade. Atualmente, a FIAS (e não a FILA) tem o poder de jurisdição nas competições internacionais de sambo esportivo e de combate.
Os resultados das competições podem ser encontrados no site da FIAS.

### No Brasil
O Sambo no Brasil foi trazido para o Brasil pelos Sambistas Carlos da Rosa Maia e Marcelo Capano em 2007. Eles fundaram a Confederação Brasileira Amadora de SAMBO (CBAS) para difundir a luta no Brasil, filiado à FIAS. O Brasil já ganhou diversas medalhas na modalidade nos Jogos Pan-Americanos.

## Versões do sambo
Embora tenha sido concebido como um sistema único, existem quatro versões de sambo. Sambo esportivo e de combate são as versões oficiais e sancionadas pela FIAS, enquanto as outras são variações promovidas por professores e grupos independentes.
- Sambo esportivo: em termos de estilo, seria, grosso modo, uma junção da luta livre e o Judô. A competição é semelhante a luta japonesa, com algumas diferenças em relação às regras, protocolo e uniforme. Por exemplo, permite-se agarrar na perna e todas as chaves de perna, mas são proibidos estrangulamentos.

- Sambo de combate: Utilizado e desenvolvido pelos militares. É a raiz do sambo. Inclui formas de combate completas: todas as finalizações (incluindo estrangulamentos, banidos do esportivo), incluindo chutes, socos, joelhadas e cotoveladas, se assemelhando assim ao MMA. Permitindo ainda golpes que são proibidos no MMA, como "tiros de meta" (chute em oponentes caídos), cabeçadas e até golpes na virilha. Embora tenha um caráter mais agressivo e sujeito a contusões, existem competições nesta versão.
- Sambo auto-defensivo: similar ao krav maga e o aikido, utilizado na defesa contra agressão armada ou desarmada.

- Sambo especial: desenvolvido para as Spetsnaz e Forças de Reação Rápida. O estilo nesta versão diferencia de acordo com as tarefas e objetivos. Seria, em tese, um complemento ao sambo de combate.
- Sambo freestyle: Estilo de Sambo esportivo influenciado pelo Jiu-jitsu brasileiro e criado pela American Sambo Association (ASA). Todas as finalizações são permitidas (incluindo estrangulamentos e chaves de calcanhar) e foca-se na luta de solo.[11] Não é mais praticado após o fechamento da ASA.[12]

| Partida de Sambo Esportivo. Ambos oponentes estão usando uma Kurtka, sapatilhas de wrestling e lutando em um tatame de wrestling. | Partida de Sambo de Combate. Além da Kurtka e das sapatilhas, se usa capacete, luvas, protetor bucal e caneleiras. |

## Graduações ou faixas
Embora o sambo original não tivesse graduações ou rankings, a Federação Internacional Amadora de Sambo (FIAS) propõe o seguinte sistema de ranking (ou faixas):
- Noviço (preta)
- Júnior (cinza)
- Adulto (marrom)
- Candidato (verde)
- Mestre (azul)
- Mestre Internacional (vermelha)
- Grande Mestre (ouro)
- Professor (branca)

Além de seguir uma ordem inversa de cores das demais artes marciais proposto pela FIAS (no sambo a faixa branca é o grau mais alto e a faixa preta é o grau mais baixo), o exame de passagem de faixas preconizado pela referida entidade está relacionado a vitórias em combate com esportistas de mesmo ranking ou superior.
A URSS utilizava sistema distinto de graduação relacionado ao resultado em competições oficiais .

## Sambocas ilustres

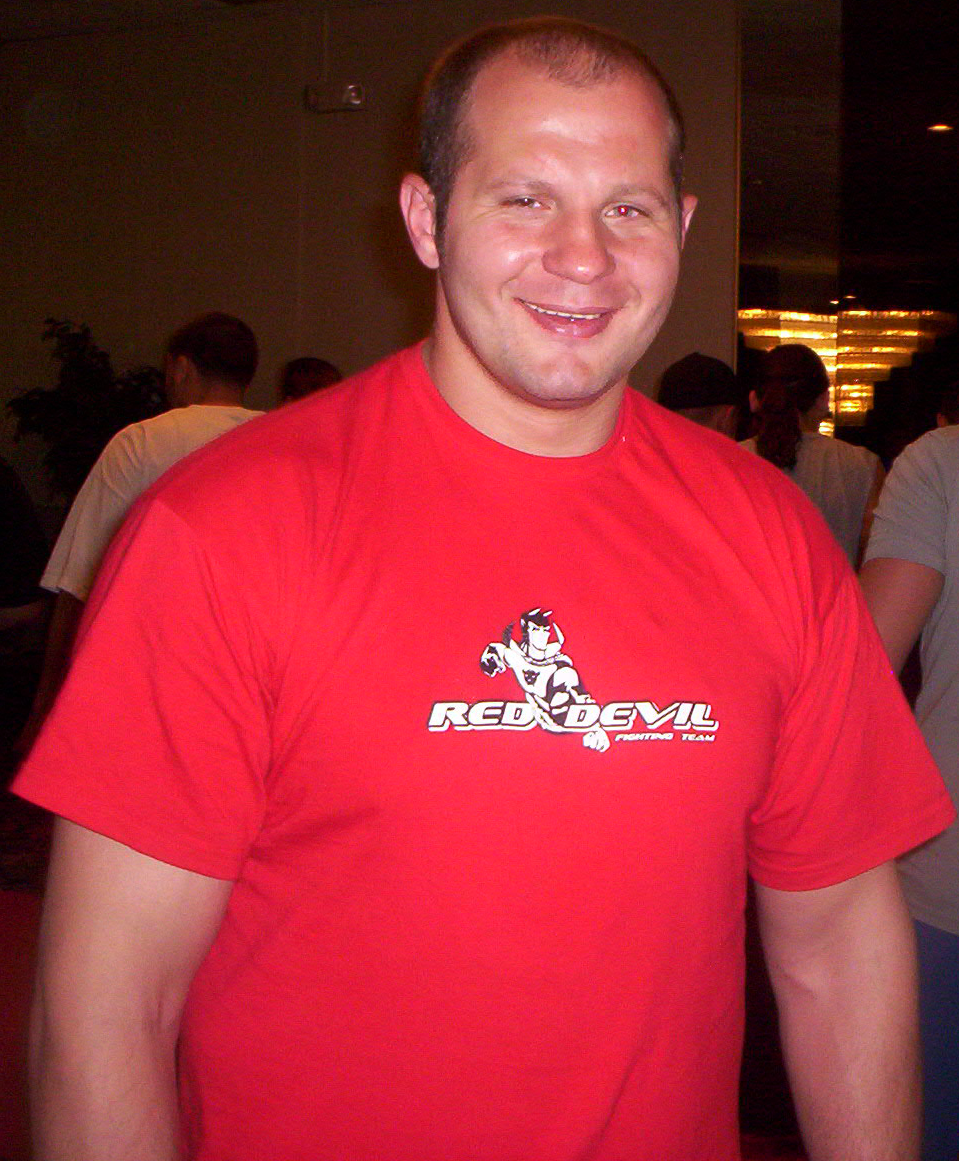
Fiódor Emelianenko em New Jersey, 2006.

- Fiódor Emelianenko - Quatro vezes campeão mundial de sambo. Considerado, por muitas fontes,[14] como o melhor lutador peso-pesado de MMA.

- Vladimir Putin - Master Sambo (faixa azul) e presidente honorário da FIAS.[15] É também faixa preta (branca e vermelha - sexto dan) de judô.[16]

- Blagoi Ivanov - Campeão mundial de sambo de 2008 (venceu o mundial de sambo de 2008, derrotando Emelianenko na semifinal[17]).

- Vladimir Kozlov - lutador profissional da empresa WWE. Por ser lutador, não necessariamente luta sambo nos ringues, mas é mestre na arte, assim como no judô, no caratê e no taekwondo.

- Khabib Nurmagomedov - Ex-Campeão invicto peso leve do UFC.
- Islam Makhachev - Campeão peso leve do UFC.

## Cultura popular
- O personagem Zangief representa o estilo Sambo na série de jogos de luta Street Fighter.
- A personagem Blue Mary representa o estilo Sambo nas séries de jogos de luta Fatal Fury e The King of Fighters da SNK.
- O personagem Sergei Dragunov representa o estilo Sambo na série de jogos de luta Tekken.
- O personagem Cyrax representa o estilo Sambo na série de jogos Mortal Kombat.
- A personagem Viúva Negra representa, entre vários tipos de luta, o estilo Sambo nas histórias em quadrinhos da Marvel.